# سبزقبای دلاری لاجوردی
سبزقبای دلاری لاجوردی (نام علمی: Eurystomus azureus) نام یک گونه از تیره سبزقبا است.